# ГАЕС Імаїчі
ГАЕС Імаїчі (今市発電所) – гідроакумулювальна електростанція в Японії на острові Хонсю. 
Обидва резервуари станції створили у верхів'ї річки То, лівої притоці Кобаяку, котра в свою чергу є правою притокою Кінугави (впадає ліворуч до річки Тоне, яка завершується на узбережжі Тихого океану дещо північніше від Токійської агломерації). Для верхньої водойми звели кам'яно-накидну греблю висотою 98 метрів та довжиною 340 метрів, яка потребувала 2,5 млн м3 матеріалу. Утримуване нею водосховище має площу поверхні 0,32 км2, об’єм 7,1 млн м3 (корисний об’єм 6,2 млн м3) та припустиме коливання рівня між позначками 1063 та 1090 метрів НРМ. 
Нижній резервуар утримує бетонна гравітаційна гребля висотою 76 метрів та довжиною 177 метрів, яка потребувала 192 тис м3 матеріалу. Це водосховище має площу поверхні 0,38 км2 та об’єм 9,1 млн м3 (корисний об’єм 6,2 млн м3) при припустимому коливанні рівня між позначками 527 та 548,5 метра НРМ.
Від верхнього резервуару до машинного залу прямує тунель довжиною 1,1 км з діаметром 7,3 метра, який переходить у напірний водовід довжиною біля 1 км. З’єднання із нижнім резервуаром забезпечується за допомогою тунелю довжиною 1,1 км з діаметром 7,3 метра. 
Основне обладнання станції становлять три оборотні турбіни типу Френсіс потужністю по 360 МВт (номінальна потужність станції рахується як 1050 МВТ), котрі використовують напір у 524 метри.